# Myriaporidae
Famille
Myriaporidae est une famille d'ectoproctes de l'ordre Cheilostomatida.

## Liste des genres
Selon World Register of Marine Species (21 mars 2016) :
- genre Leieschara M.Sars, 1863
- genre Myriapora de Blainville, 1830
- genre Myriozoella Levinsen, 1909